# Armorial des régions de France
Cet armorial des régions de France présente des blasons qui sont, pour l'essentiel, basées sur les armoiries des anciennes provinces de France.
Toutefois, la plupart des collectivités territoriales préfèrent utiliser des logotypes et seules les armoiries indiqués en gris ont reçu une reconnaissance officielle.
De plus, cet armorial présente également les blasons utilisés par les unités de région de la Gendarmerie nationale.

## France métropolitaine
| Région actuelle            | Ancienne région | Blason régional | Blason régional | Écu de la Gendarmerie | Écu de la Gendarmerie |
| -------------------------- | --- | --- | --- | --- | --- |
| Auvergne-Rhône-Alpes       | | | Écartelé au 1er d'or au gonfanon de gueules frangé de sinople (Auvergne) ; au 2e de gueules à la croix d'argent (Savoie) ; au 3e de gueules au lion d'argent (Lyonnais) et au 4e d'or au dauphin d'azur crêté, barbé, loré, peautré et oreillé de gueules (Dauphiné) Blason officiellement adopté par le conseil régional. | | Écartelé du Lyonnais au chef de France, d'Auvergne, du Dauphiné et de Savoie Les mêmes éléments autrement disposés, avec en plus un chef de France pour le quartier représentant le Lyonnais. |
| Auvergne-Rhône-Alpes       | Auvergne | | D'or au gonfanon de gueules frangé de sinople Blason de l'ancienne province d'Auvergne. | | Idem. |
| Auvergne-Rhône-Alpes       | Rhône-Alpes | | | | Parti d'or à un dauphin d'azur barbé, oreillé et peautré de gueules, et de gueules au lion d'argent ; au chef cousu d'azur chargé de cinq fleurs de lys d'or ; à l'écusson en pointe de gueules à une croix d'argent brochant sur le parti. Reprend les armoiries du Dauphiné, du Lyonnais et de Savoie. |
| Bourgogne-Franche-Comté    | | | Blason combinant les armoiries de Bourgogne (nouveau), de Franche-Comté et de Bourgogne (ancien) dévoilé par la présidente du conseil régional de Bourgogne-Franche-Comté en juillet 2017. | | |
| Bourgogne-Franche-Comté    | Bourgogne | | Écartelé de France ancien à la bordure componée de gueules et d'argent ; et d'un bandé de six pièces d'azur et d'or à la bordure de gueules. Blason du duché de Bourgogne combinant les armoiries de Bourgogne nouveau et Bourgogne ancien. | | Idem (mais trois fleurs de lys (France moderne) au lieu de semé de lys (France ancien) dans les quartiers 1 et 4) |
| Bourgogne-Franche-Comté    | Franche-Comté | | D'azur semé de billettes d'or, au lion couronné du même brochant, lampassé et armé de gueules Cité sur le site du conseil régional. | | Idem |
| Bretagne                   | Bretagne | | D'hermine plain Blason du duché de Bretagne. | | Idem |
| Centre-Val de Loire        | Centre-Val de Loire | | Écartelé aux 1er d'azur à l'épée haute d'argent croisée et pommetée d'or férue en une couronne royale ouverte d'or et accostée de deux fleurs de lys du même (Jeanne d'Arc) ; au 2e de France ancien à la bordure componée d'argent et de gueules (Touraine) ; au 3e de France à la bordure engrêlée de gueules (Berry) ; au 4e de France au lambel d'argent (Orléans). Blason composé d'un écartelé des armoiries de Jeanne d'Arc, de Touraine, du Berry et de l'Orléanais, utilisé par la région dans les années 1970. | | D'azur à cinq fleurs de lys d'or (2-2-1) au lambel d'argent ; à la bordure componée de gueules et d'argent Blason combinant les armoiries de Touraine, du Berry et de l'Orléanais. |
| Corse                      | Corse | | D'argent à la tête de Maure de sable, tortillée du champ | | Idem |
| Grand Est                  | | | | | |
| Alsace                     | | De gueules à la bande d'argent accompagnée de deux cotices fleuronnées du même et accostée de six couronnes d'or posées en orle, celles de la pointe opposées à celles du chef. Blason adopté par le conseil régional en 1990 et issu de la fusion des blasons de Haute et Basse-Alsace.                                                  | | Reprend la proposition de Robert Louis. | |
| Alsace                     | Parti de gueules à la barre d'argent accompagnée de deux cotices fleuronnées du même, et de gueules à la bande d'or accostée de six couronnes du même posées en orle, celles de la pointe opposées à celles du chef Proposition de Robert Louis homologuée par les deux préfets en 1948. | | | Reprend la proposition de Robert Louis. | |
| Champagne-Ardenne          | | D'azur à la bande d'argent accostée de deux cotices potencées et contre-potencées d'or ; au chef d'argent chargé d'un sanglier de sable Blason combinant les armoiries de Champagne et le sanglier des Ardennes, proposé par les Archives départementales de la Marne à la demande du conseil régional mais jamais officiellement adopté. | | Blason de la Champagne. | |
| Lorraine                   | | D'or à la bande de gueules chargée de trois alérions d'argent Blason du duché de Lorraine | | Idem | |
| Hauts-de-France            | | | | | Parti de Flandres et d'un coupé d'argent à trois lionceaux, et de France. Blason visible dans le cabinet de communication de la gendarmerie. |
| Hauts-de-France            | Nord-Pas-de-Calais | | | | D'or au lion de sable armé et lampassé de gueules Blason de la Flandre. |
| Hauts-de-France            | Picardie | | | | Écartelé de France, et d'argent à trois lionceaux de gueules. Blason de la nation picarde à l'Université de Paris. |
| Île-de-France              | Île-de-France | | D'azur à trois fleurs de lys d'or. Blason de la province d'Île-de-France, domaine des rois de France, utilisé par la préfecture par le passé. | | Idem |
| Normandie                  | | | | | |
| Basse-Normandie            | | De gueules aux deux léopards d’or armés et lampassés d'azur l'un sur l'autre Blason du duché de Normandie. | | De gueules à deux léopards d'or armés et lampassés d'azur l'un sur l'autre; sur une champagne du même un château donjonné d'une tour crénelée d'or, le tout ouvert ajouré et maçonné de sable Blason combinant les armoiries régionales avec celles de Caen. | |
| Haute-Normandie            | | De gueules aux deux léopards d’or armés et lampassés d'azur l'un sur l'autre Blason du duché de Normandie. | De gueules à deux léopards d'or armés et lampassés d'azur l'un sur l'autre Blason du duché de Normandie. | | |
| Nouvelle-Aquitaine         | | | D'argent au lion de gueules à senestre et aux trois pals ondés d'azur à dextre Blason adopté par le conseil régional en 2016. | | |
| Nouvelle-Aquitaine         | Aquitaine | | De gueules au léopard d'or armé et lampassé d'azur Blason de la Guyenne adopté par le conseil régional en 1997. | | Blason régional. |
| Nouvelle-Aquitaine         | Limousin | | D'hermine à la bordure de gueules Armes avec brisure de Bretagne, dont les souverains étaient vicomtes de Limoges. Blason proposé par Robert Louis et Jacques Meurgey de Tupigny. | | Idem, reprend la proposition de Robert Louis. |
| Nouvelle-Aquitaine         | Poitou-Charentes | | Parti de trois et coupé de deux ; aux 1er et 9e : de gueules à une perdrix couronnée d'or (Aunis) ; au 2e, 4e, 6e et 8e : de gueules à un château d'or (Poitou) ; au 3e et 7e : losangé d'or et de gueules (Angoumois) et au 5e d'azur à une mitre d'argent accompagnée de trois fleurs de lys d'or (Saintonge). Proposition des années 1970 composée des armoiries de l'Aunis, du Poitou, de l'Angoumois et la Saintonge. | | De gueules à cinq châteaux d'or donjonnés de trois pièces en sautoir. Blason de l'ancienne province du Poitou. |
| Occitanie                  | | | Sur écu français ancien, écartelé, aux 3 premiers de gueules plain, au 4e d'or aux quatre pals de gueules (Aragon ancien) ; sur le tout en cœur une croix cléchée, alésée, vidée et pommetée de douze pièces d'or. La croix occitane et les pals catalans (ces derniers étant également utilisés par la Catalogne, l'Aragon, la Communauté valencienne, les Baléares et divers blasons dans le Sud de la France) ont toujours été déclinés dans les emblèmes des territoires qui ont constitué la région administrative d'Occitanie. Le nouveau blason, reprenant l'ancien blason du Languedoc-Roussillon, a été adopté par le conseil régional d'Occitanie en 2017, en même temps que son nouveau logo | | |
| Occitanie                  | Languedoc-Roussillon | | Écartelé de gueules, au quatrième du même aux quatre pals d’or, à la croix de Toulouse d’or brochant sur le tout. | | Coupé d'un parti d'or à la tête arrachée de loup de sable animée et lampassée de gueules, et d'or à quatre pals de gueules ; et de gueules à la croix vidée, cléchée et pommetée d'or de douze pièces. Blason combinant les armoiries du Gévaudan, du Roussillon et du Languedoc.                        |
| Occitanie                  | Midi-Pyrénées | | De gueules à la croix de Toulouse d'or. La croix occitane était utilisée dans le logo de la région. | | D'argent au lion de gueules Blason de l'Armagnac. |
| Pays de la Loire           | Pays de la Loire | | Parti de France ancien à la bordure de gueules chargée d'un lion d'argent en franc-canton, et de Bretagne à la bordure ondée d'azur. Sur le tout en abîme, un double-cœur vendéen de gueules. Blason combinant les armoiries de l'Anjou, de la Bretagne, du Maine et du Bas-Poitou. | | De gueules à une nef d'or, équipée d'hermine, voguant sur une mer de sinople ; au chef d'hermine. Blason de Nantes. |
| Provence-Alpes-Côte d'Azur | Provence-Alpes-Côte d'Azur | | Parti d'or à quatre pals de gueules, et d'un coupé d'or au dauphin oreillé, loré et peautré de gueules, et d'argent à l'aigle couronné au vol abaissé de gueules posée sur trois coupeaux de sable, le tout sur une mer d'azur ondée d'argent Blason combinant les armoiries de Provence ancien, du Dauphiné et du comté de Nice et utilisé dans le logo du conseil régional depuis 1999. | | Parti d'argent à l'aigle couronné au vol abaissé de gueules posée sur trois coupeaux de sinople, le tout sur une mer d'azur ondée d'argent ; et d'azur à une fleur de lys d'or surmontée d'un lambel de gueules Blason combinant les armoiries du comté de Nice et de la Provence angevine.              |

## Régions d'outre-mer
| Région     | Blason régional | Blason régional |
| ---------- | --------------- | --- |
| Guadeloupe |                 | De sable à la gerbe de cannes à sucre de sinople posée en bande, surchargée d'un soleil brochant d'or; au chef de France. Blason basé sur celui de Basse-Terre. |
| Guyane     |                 | De gueules, à la barque tannée chargée d'or naviguant sur un fleuve de sinople chargé de trois nénuphars d'argent, au chef d'azur chargé de trois fleurs de lys d'or surmontées du nombre 1643 du même. Blason basé sur celui de Cayenne. |
| Martinique |                 | Le blason (non officiel) dérivé du drapeau aux serpents à la symbolique contestée, a été supprimé partout depuis 2018 et ne peut plus guère se revendiquer comme représentant la Martinique. Son successeur est en attente. |
| Mayotte    |                 | Coupé d'azur au croissant d'argent et de gueules à deux fleurs d'or boutonnées d'argent, à la bordure engrelée d'argent. |
| La Réunion |                 | Écartelé : au 1er de sinople à trois volcans d'argent, celui de dextre en éruption, celui du centre surmonté de l'inscription « MMM » en lettres du même, le tout issant d'une mer du même ; au 2e parti d'azur et de gueules à la nef d'argent voguant sur une mer du même brochant sur le tout ; au 3e de France, au 4 de gueules semé d'abeilles d'or ; sur le tout, tiercé en pal d'azur, d'argent chargé des lettres entrelacées R et F d'or et de gueules. |

## Collectivités d'outre-mer et Nouvelle-Calédonie
| Collectivité                                | Blason | Blason |
| ------------------------------------------- | ------ | --- |
| Nouvelle-Calédonie                          |        | Emblème non héraldique : Coquille d'un nautile située devant un pin colonnaire et une flèche faîtière. |
| Polynésie française                         |        | Emblème non héraldique : Pirogue polynésienne rouge vue de face avec cinq figurines marron ; dix larges rayons orangés répartis cinq et cinq derrière la pirogue qui est posée sur une mer de cinq rangées de vagues bleues.                                |
| Saint-Barthélemy                            |        | D'azur à la fasce de gueules chargée d'une croix de Malte d'argent, accompagnée en chef de trois fleurs de lys d'or et en pointe de trois couronnes du même. —OU— Tiercé en fasce de France, de gueules à la croix de Malte d'argent en abîme, et de Suède. |
| Saint-Martin                                |        | Emblème pseudo-héraldique. |
| Saint-Pierre-et-Miquelon                    |        | D'azur au voilier équipé d'or voguant sur une mer d'azur ondée d'argent ; au chef tiercé en pal, en 1 au drapeau basque, en 2 d'hermine plain qui est de Bretagne, en 3 de gueules à deux léopards d'or qui est de Normandie.                               |
| Terres australes et antarctiques françaises |        | Écartelé d’azur au chou de Kerguelen d’argent, d’or à la langouste de sable posée en pal, d’or à la tête et au col de manchot royal de sable couronné du champ, et d’azur à l’iceberg d’argent.                                                             |
| Wallis-et-Futuna                            |        | De gueules au franc-canton tiercé en pal d'azur, d'argent et du champ, accompagné en pointe senestre d'un carreau d'argent chargé d'un sautoir du champ. |